# Friedrich Moll (Journalist)
Friedrich Moll (* 27. August 1948 in Schwarzburg; † 28. August 2018 in Berlin) war ein deutscher Journalist und Fernsehmoderator.

## Leben
Friedrich Moll wurde in Schwarzburg in Thüringen geboren. Die Familie siedelte später in die Bundesrepublik Deutschland um. Nach dem Abitur am Gymnasium Walsrode studierte er Politikwissenschaft, Volkswirtschaft, Soziologie und Jura in Bonn, Hamburg und Göttingen. 1976 wurde er als Diplom-Sozialwirt examiniert. Nach der Tätigkeit als Printjournalist mit Schwerpunkt Wirtschaft und Sozialpolitik wechselte er 1980 zum Fernsehen. Er wurde Redakteur beim Sender Freies Berlin (SFB), wo er ab dem 27. März 1990 die Moderation der Abendschau übernahm. Die Regionalnachrichtensendung präsentierte er auch nach der Fusion seines Haussenders mit dem Ostdeutschen Rundfunk Brandenburg (ORB) zum Rundfunk Berlin-Brandenburg (rbb).
Nach 17 Jahren moderierte Moll am 31. August 2007 seine letzte „Abendschau“-Sendung. Er starb im August 2018, einen Tag nach seinem 70. Geburtstag, in Berlin.